# Johanneskirche (Michelau)

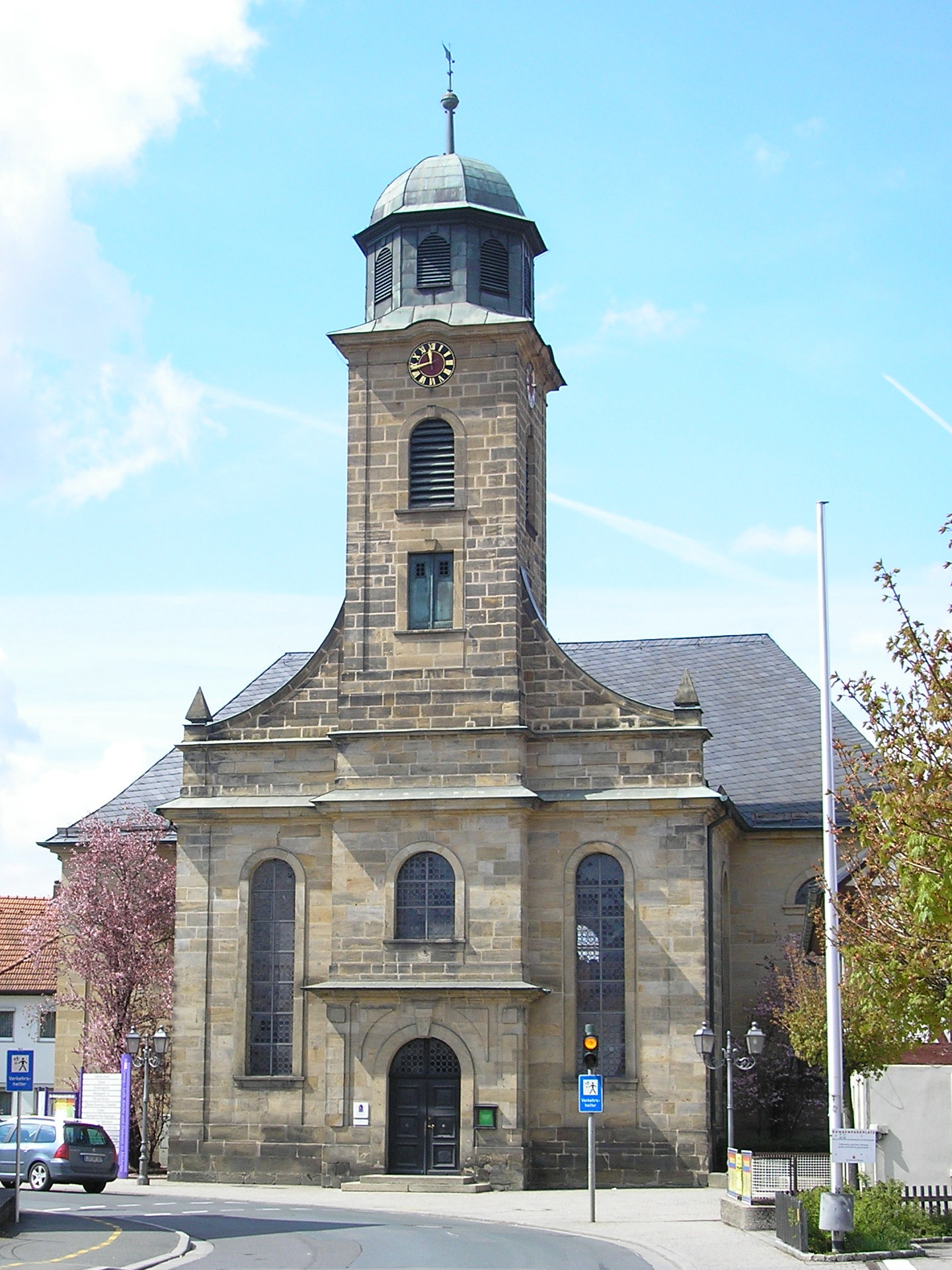
Johanneskirche in Michelau

Die evangelisch-lutherische Johanneskirche in Michelau, einer Gemeinde im oberfränkische Landkreis Lichtenfels, stammt aus dem Jahr 1819. Die Pfarrkirche steht am Sitz des Dekanatsbezirk Michelau des Kirchenkreises Bayreuth der Evangelisch-Lutherischen Kirche in Bayern.

## Baugeschichte
Michelau, im Hochstift Bamberg gelegen, gehörte seit dem 10. oder 11. Jahrhundert zum Pfarrsprengel der Pfarrei Marktgraitz. Im Jahr 1518 errichtete die Gemeinde eine Annakapelle, bei der ein eigener Friedhof angelegt werden durfte. Die reformatorische Bewegung war ab den 1520er Jahren in Michelau erfolgreich. Nachdem 1552/1553 Markgraf Albrecht Alcibiades von Brandenburg-Kulmbach große Teile des Hochstifts Bamberg besetzt hatte, setzte er in Marktgraitz in der verlassenen Pfarrstelle mit Pankraz Reuß einen evangelischen Pfarrer ein. Im Gegensatz zu den benachbarten Orten wie Schwürbitz, Marktzeuln oder Marktgraitz war Michelau, in dem 90 Prozent der Einwohner Lutheraner waren, im Widerstand gegen jeden Versuch der Gegenreformation im 17. Jahrhundert erfolgreich. Die Einwohner waren aber weiterhin der katholischen Pfarrei Marktgraitz zugeordnet. Das bedeutete, dass der katholische Pfarrer von Marktgraitz für die evangelischen Bewohner Michelaus bei Taufen, Trauungen und Beerdigungen zuständig war. Die Gläubigen besuchten aber die Gottesdienste in den evangelischen Gemeinden der Nachbarorte und wurden vom Schneyer Pfarrer betreut.
Im Jahr 1802 besetzten bayerische Truppen das Hochstift. Gemäß einer Verfügung des Kurfürsten der Kurpfalz-Bayern Maximilian IV. Joseph vom 5. Dezember 1803 wurde in Michelau eine evangelische Pfarrei und eine evangelische Schule eingerichtet. Im April 1804 folgte die Berufung von Ernst Anton Clarus zum Pfarrer. Im Jahr 1807 wurde Michelau Sitz des gleichnamigen Dekanats mit Clarus als erstem Dekan. Das Pfarrhaus ließ die Gemeinde 1805/07 errichten und der Kirchenbau folgte 1817/1819 an der Stelle der Annakapelle. Die Einweihung war am 1. August 1819.
Eine seitliche Erweiterung des Langhauses erfolgte 1931/1932 nach Plänen von Johann Will und Josef Stölzle. Dabei wurde der Innenraum unter anderem durch die Versetzung des Altarraums von der Ostseite auf die Westseite neugestaltet. Am 10. Juli 1932 wurde die Kirche eingeweiht. Im Jahr 1933 ließ die Gemeinde den Kirchturm um vier Meter erhöhen. 1994 erhielt das Gotteshaus im Zuge der Feierlichkeiten zum 175-jährigen Jubiläum den Namen Johanneskirche. Anlässlich des 200-jährigen Jubiläums wurde der Altarraum neu gestaltet.

## Baubeschreibung

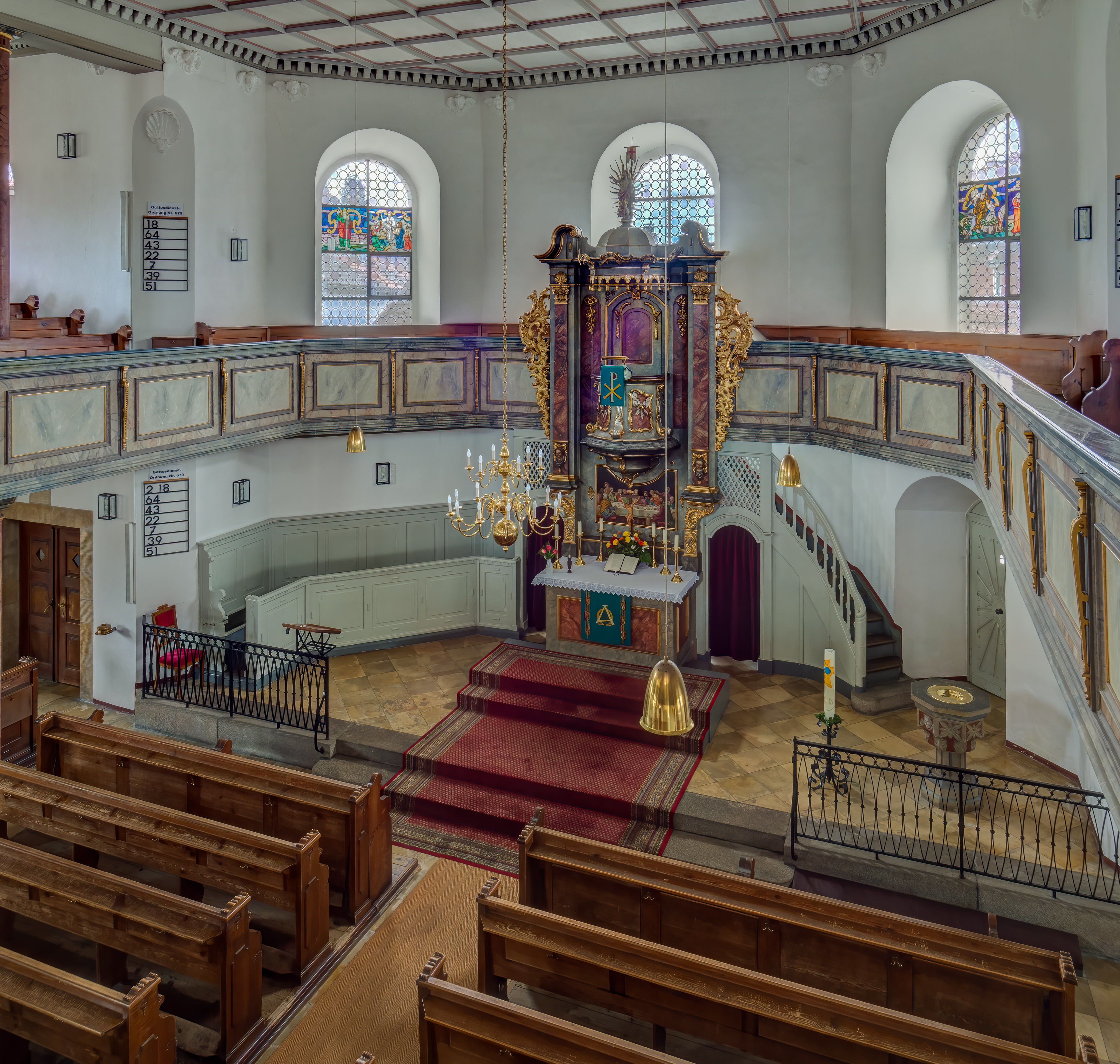
Innenraum 2019

Die Kirche ist ein Sandsteinquaderbau mit einem kreuzförmigen Grundriss. Die Ostfront prägt eine dreiachsige Einturmfassade. Der viergeschossige Kirchturm in der Mitte der Fassade hat einen quadratischen Grundriss und eine Kuppelhaube. In der Mitte des Turms befindet sich das rundbogige Hauptportal.
Der Saalbau wird von einer flachen Holzkassettendecke überspannt, die mittig bemalt ist. Der Innenraum besteht unter anderem aus einem Kanzelaltar und einer umlaufenden, eingeschossigen Empore mit der Orgel auf der Ostseite.

## Ausstattung
Die Kanzel ist aus dem 18. Jahrhundert, der Taufstein von 1582.
Die erste Orgel stellte 1839 der Neustadter Orgelbauer Johann Andreas Hofmann mit einem nachbarocken Prospekt auf. Sie hatte 13 Register auf einem Manual und Pedal. Im Jahr 1909 erweiterte Johannes Strebel das Instrument durch den Einbau eines neuen Werkes um zwei Felder. Der Orgelbaumeister Horst Hoffmann aus Ostheim vor der Rhön versah die Orgel 1977 mit einem Rückpositiv. Sie hat seitdem 23 Register auf zwei Manualen und Pedal.
Fünf Glocken, von Friedrich Wilhelm Schilling in Heidelberg im Jahr 1954 gegossen, hängen im Kirchturm.